# Географія Чорногорії

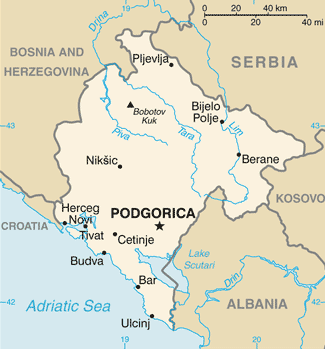
Карта Чорногорії

Чорногорія (чорн. Crna Gora; Црна Гора; італ. Montenegro) — держава в південно-східній Європі, на Адріатичному узбережжі Балканського півострова. До червня 2006 року Чорногорія була частиною конфедеративного Державного Союзу Сербії і Чорногорії, займаючи 13,5 % його сукупної території. Повна незалежність Чорногорії проголошена 3 червня 2006 року. У 2010 році отримала офіційний статус країни-кандидата в члени Євросоюзу. Столиця і найбільше місто Чорногорії — Подгориця (168 тис. осіб). Історичної та культурної столицею є місто Цетинє (18 тис. осіб). Площа країни становить 13 812 км².

## Назва
Назва країни Чорногорія (чорн. Црна Гора; серб. Crna Gora, Црна Гора; італ. Montenegro) буквально означає Чорна гора. Ймовірно, походить від густих «чорних» лісів в горах. Уперше ця назва згадується під 1296 роком в указі сербського короля Стефана Уроша II Мілутіна до Зетської єпархії Сербської православної церкви. Зета — давньослов'янська назва середньовічного князівства на теренах сучасної Чорногорії, походить від назви місцевої річки, що означає урожай або зерно.
Імовірно, назву Montenegro — чорна гора, цим краям дали венеційські завойовники, що побачили гору Ловче або, радше за все, його темні хвойні ліси. У більшість західноєвропейських мов назва країни була запозичена з венеційської мови, що вказує на епоху венеційської гегемонії над регіоном у часи Середньовіччя.
Інші мови, особливо сусідніх народів, використовують свій власний прямий переклад терміну Чорна Гора. Зокрема, алб. Mali i Zi, болг. Черна гора, грец. Μαυροβούνιο, пол. Czarnogóra, словен. Črna Gora, словац. Čierna hora, тур. Karadağ, чеськ. Černá Hora, у тому числі й укр. Чорногорія.

## Розташування
Чорногорія омивається на заході Адріатичним морем, має сухопутні кордони з Хорватією на заході (довжина спільного кордону 25 км), Боснією і Герцеговиною — на північному заході (225 км), Сербією — на північному сході (124 км), частково визнаною Республікою Косово — на сході (79 км), Албанією (172 км) на південному сході. Загальна довжина кордону — 625 км.
Відстані від Подгориці, столиці Чорногорії: до Риму — близько 500 км, до Парижа і Берліна — близько 1500 км, до Нью-Йорка — близько 7000 км.

### Крайні пункти
- Північна точка — у муніципалітеті Плєвля (43°32′ пн. ш. 18°58′ сх. д. / 43.533° пн. ш. 18.967° сх. д.)
- Південна точка — у муніципалітеті Ульцинь (41°55′ пн. ш. 19°22′ сх. д. / 41.917° пн. ш. 19.367° сх. д.)
- Західна точка — у муніципалітеті Херцег-Новий (42°29′ пн. ш. 18°26′ сх. д. / 42.483° пн. ш. 18.433° сх. д.)
- Східна точка — у муніципалітеті Рожає (42°53′ пн. ш. 20°21′ сх. д. / 42.883° пн. ш. 20.350° сх. д.)

Відносно рівня моря
- Найвища точка — Гора Зла-Колата (2534 м)

42°29′20″ пн. ш. 19°53′50″ сх. д. / 42.48889° пн. ш. 19.89722° сх. д.
- Найнижча точка — берег Адріатичного моря

## Геологія

### Корисні копалини
З корисних копалин в Чорногорії видобувається мідь, боксити, сіль і свинець.

## Рельєф
Територія Чорногорії логічно ділиться на три частини:
- гори північного сходу,
- узбережжя Адріатики,
- улоговина Скадарського озера.

Велика частина території Чорногорії зайнята Динарським нагір'ям, яке складається з окремих хребтів, масивів і міжгірських улоговин. Багато вершин Динарського нагір'я перевищують позначку 2000 м. Найвищою точкою країни є вершина Боботів Кук (2522 м), що в гірському масиві Дурмітор. Уздовж кордону Чорногорії з Албанією розкинулися гори Проклетіє (Північно-Албанські Альпи). Під час останнього заледеніння гори Чорногорії були вкриті льодовиками, що значно відобразилось на їхньому вигляді. Саме в районі плоскогір'я розташовані старовинна столиця Чорногорії — Цетинє і один з чотирьох національних заповідників країни — гірський масив Ловчен.
Високогірна область охоплює велику частину країни. Ці гірські ланцюги багаті пасовищами, лісами і численними льодовиковими озерами. Річки Пива, Тара, Морача, Лім та їх притоки пробили в скелях численні каньйони. У високогір'ї розташовані два національних парки: Біоградська гора — незайманий лісовий масив недалеко від міста Колашин і гірський масив Дурмітор з каньйоном річки Тара (найглибший у Європі і другий за глибиною у світі після каньйону Колорадо). Місцями глибина цього каньйону сягає 1,5 км.
На південному заході країни розташоване Чорногорське карстове плато з середніми висотами 900 м над рівнем моря, але місцями підноситься до 1800 м. Велика частина гірських хребтів і масивів Чорногорії вкриті темнохвойними лісами. Мабуть за темряву цих лісів Чорногорія і отримала свою назву. Крайові ділянки Динарського нагір'я круто обриваються до берега моря.
У рівнинну область входять басейн Скадарського озера, велика частина якого є національним парком; рівнина річки Зета; Бєлопавліцька рівнина, Никшичське поле і долина річки Бояна. Саме в цих місцях сконцентрована основна частина населення Чорногорії, тут знаходяться два найбільших промислових центри — Подгориця і Никшич. Котловина Скадарського озера є невеликою низовиною. За свою глибину і прозорість води Скадарське озеро отримало прізвисько «Європейський Байкал».

### Узбережжя

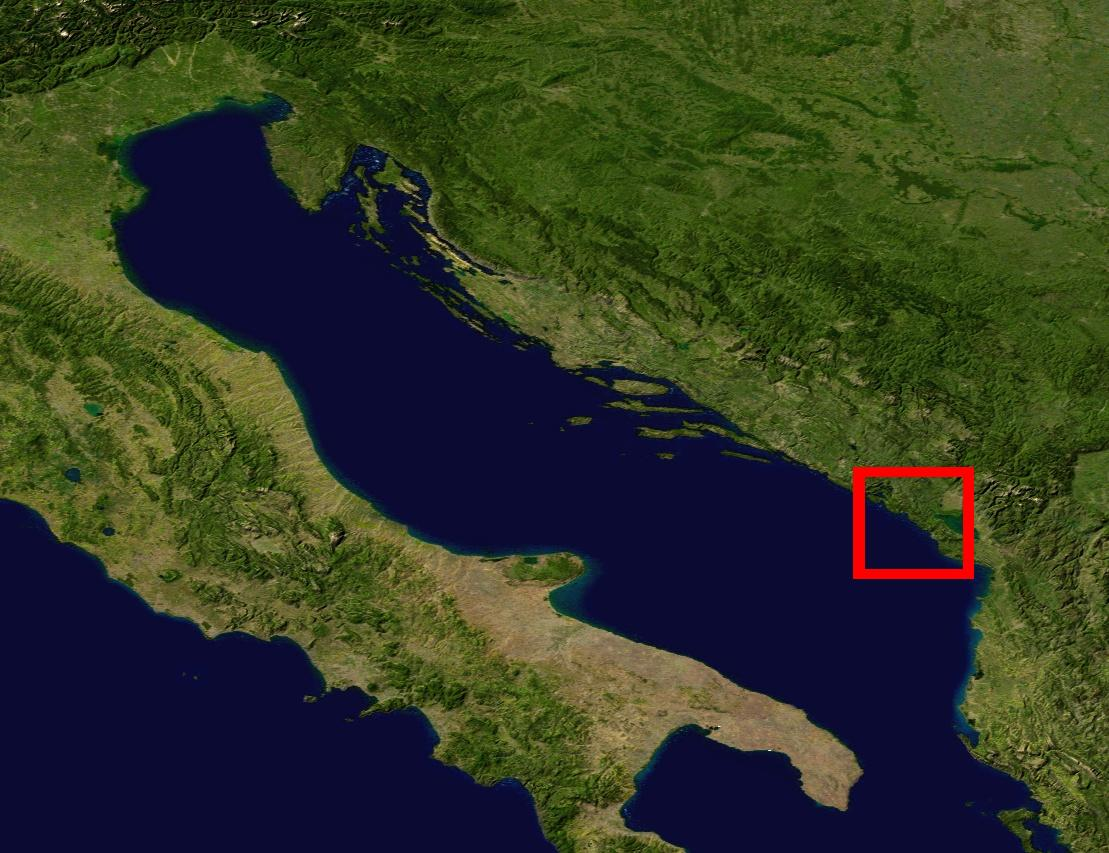
Узбережжя Чорногорії помічене червоним квадратом, світлина з космосу

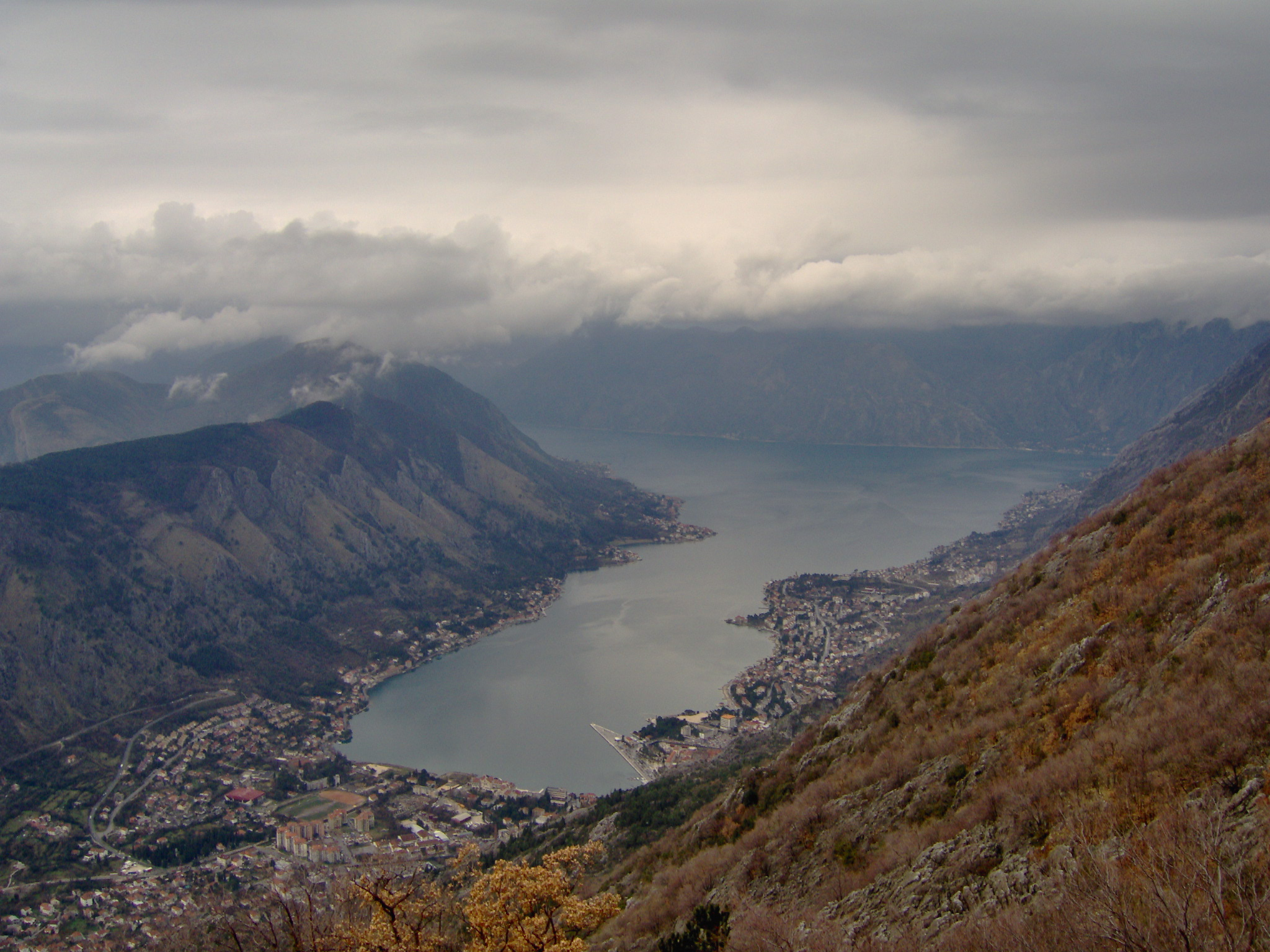
Затока Бока-Которська

Узбережжя Адріатичного моря відокремлює Чорногорію від південно-східної частини Італії. Узбережжю властива підвищена сейсмічна активність. Приморська область вузькою смугою тягнеться вздовж Адріатичного моря від селища Ігало на північному заході до гирла річки Бояна на південному сході 293,5 км. Примор'ї порізане численними затоками і бухтами. Наприклад, Бока-Которська бухта вдається вглиб узбережжя на 29,6 км, площа 87,3 км². Це єдиний в Середземномор'ї фіорд і найбільший в південній Європі.
Адріатика відноситься до теплих морів з максимальною температурою води до +27°С, середньою річною температурою від +18,5°С і найнижчою температурою +10,8 °С. Такі температури морської води гарантують приємне купання в період з травня по жовтень, забезпечуючи таким чином тривалий туристичний сезон. Солоність води трохи більше 36 %. Прозорість моря досягає 56 м. Колір моря, відтінки якого коливаються від темно-синього до зеленувато-синього, представляє особливу красу. Адріатика відноситься до спокійних морів: у літній сезон дмуть несильні і приємні вітри (морський бриз). Тому вельми рідко з'являються великі вали. Взимку море іноді вкривається сильними хвилями унаслідок шторму або південного вітру, коли хвилі можуть перевищувати висоту 5 м. Різниця рівня моря між припливом і відпливом невелика (30-42 см).

### Острови
Чорногорія має в своєму складі 14 морських островів, сукупна протяжність берегової лінії яких складає 15,6 км.

## Клімат
Клімат в Чорногорії складно охарактеризувати якимось одним типом, оскільки рельєф місцевості і географічне положення країни припускає абсолютно різні кліматичні зони в окремих регіонах. Основних кліматичних зон 3.
Поблизу Адріатичного моря, від Герцеговини на заході до гирла річки Бояна на сході, переважає середземноморський клімат, а центральні регіони знаходяться під впливом континентальних погодних явищ. Гірська гряда Динар, висота місцями досягає 1700 м над рівнем моря, захищає центр країни від морських вітрів, але і не дає середземноморському клімату проникнути вглиб Чорногорії. Середня температура літом варіює від +22–26 °C. Клімат м'який, тому влітку тут досить сухо, а зима нетривала.
Гірський масив бере свій початок біля річок Пива, Комарника і Морача і тягнеться на північ і схід. Гори тут чергуються із западинами, а висота їх в середньому — 1900 м. Для гір характерний типовий субальпійський клімат, який характеризується холодною, дуже сніжною зимою і не дуже жарким літом. Сніг в горах може танути дуже довго, а в деякі роки лежати цілий рік. У Північно-Албанських Альпах випадає найбільша кількість опадів в Європі на рік.
У районі Бєлопавлівської рівнини переважає більш континентальний клімат, чим обумовлена середня температура в липні на рівні +23–24 °C. Абсолютна максимальна температура може сягати 40 °C. Середня зимова температура зазвичай не буває нижче за -5 °C.
Пік туристичного сезону в Чорногорії доводиться на липень-серпень. Відкриття сезону зазвичай відбувається в середині травня, а закінчується — наприкінці вересня — на початку жовтня. Середні температури повітря на узбережжі протягом туристичного сезону коливаються від +19–22 °C в травні-жовтні до +29–30 °C в липні-серпні. Вода в травні-жовтні прогрівається, в середньому, до +16–18 °C, а в пік сезону — до +26 °C.

## Гідрографія

### Річки

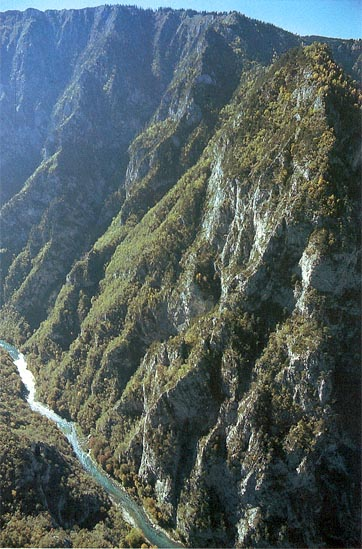
Каньйон річки Тара

Річки в Чорногорії відрізняються особливою туристичною привабливістю (рафтинг, купання, риболовля). До Чорноморського басейну несуть води річки з 52,2 % території Чорногорії, а до Адріатичного — 47,8 %. Найбільші річки: Тара («сльоза Європи»), Пива (з Комарніцей), Морача, Лім, Зета, Ібар, Чехотіна і Бояна. Річки Чорногорії відрізняються неймовірно красивими каньйонами і долинами. Каньйон Тари, завглибшки 1300 м (у Обзіра), частіше за все порівнюють з каньйоном річки Колорадо.

### Озера

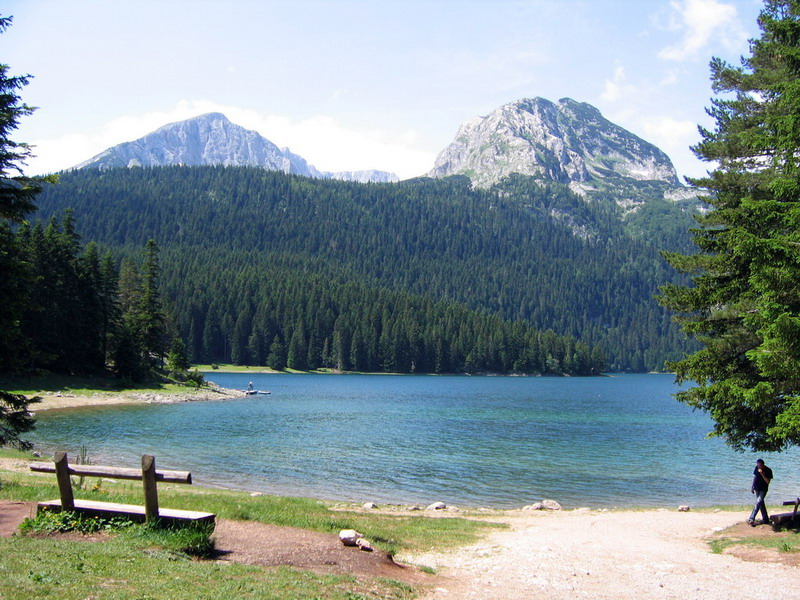
Озеро Чорне

Чорногорія рясніє численними озерами. Найвідоміші: Скадарське озеро найбільше озеро Чорногорії і всього Балканського півострова (40×16 км), озера Дурмітора і Беласіци (у народі ці озера називаються «Гірські очі»), Плавське озеро. Загальна площа водної поверхні Скадарського озера варіюється від 390 до 530 км² (222 км² водної поверхні належить Чорногорії, решта частини Албанії). Озеро отримало статус національного парку. Поблизу Ульциня знаходиться озеро Шасько (3,64 км²). Також відомі інші гірські озеро: Чорне, Сушичко, Синіше, Валовіто, Враже, Риб'яче, Змінічко і Забойське, Біоградське, Пешича, Рікавачко, Букумірське і Стаблянське. Загальна водна поверхня природних озер складає 1,6 % території Чорногорії.
Штучні озера: Півське, Крупац, Слано, Ліверовічи, Грнчарево, Граховське.

## Ґрунти
Відмінною особливістю Чорногорії є накопичення червонозему в прибережному районі. Цей тип ґрунту, що утворюється при вивітрюванні доломітових і вапнякових порід, також поширений в западинах карстового району; голі скелі південної частини карстового району ґрунту практично не мають. Ґрунти гірських районів представлені звичайними бурими лісовими та підзолистими ґрунтами. Східні райони більш родючі і вкриті лісами і травою. Орних земель — 13,7 %, земель зайнятих постійними зерновими культурами — 1 % (станом на 2005 рік). Станом на 2003 рік зрошуваних земель не було.

## Рослинність
У Чорногорії, на 0,14 % території Європи, росте 2833 видів рослин, що складають майже чверть видів європейської флори. Ліси займають близько 40 % території країни.
Територія Чорногорії належить до середземноморського регіону, але більша частина складається з високих гір і, відповідно, поширенням гірського рослинного ландшафту. Тут можна зустріти такі рослини, як в Альпах і Карпатах. Всюди знаходяться пасовища, так що тут дуже багато видів комах і різних рослин.
Величезним багатством узбережжя є великі соснові і оливкові гаї (Olea), середземноморська рослинність. Ростуть тут десятки видів пальм, ліванський кедр, мімоза, камелії (Camellia), вістарії, евкаліпт, їстівні каштани. Багато видів рослин було завезено сюди в минулому і вони добре акліматизувались. Також адаптувалися до місцевих умов і деякі види хвойних дерев. Завдяки ідеальним умовам тут вирощують оливкові дерева.
В національному парку «Біоградська гора» ростуть дерева 86 порід, серед яких ялини, ялиці, буки, в'язи, дуби, клени, горобини, лайми — типові представники різних кліматичних поясів. На Біоградській горі зберігся незайманий первісний ліс (є дерева, яким 500–1000 років). Ще середньовічні правителі Чорногорії зрозуміли і оцінили унікальність цих лісів і взяли їх під захист, поклавши тим самим основу екологічної культури країни.
На Дурміторі, Проклятих горах ростуть рідкісні альпійські едельвейси. У селі Пива ученим О. Блау було відкрито рослину, названу гірською волошкою. Ботанік Панточек на початку XX сторіччя відкрив на горі Комовій 2 нових види фіалок, один з них був названий вченим на честь чорногорського короля Ніколи.

## Тваринний світ
Тваринний світ Чорногорії численний і багатий видами. У районі Біоградського озера водяться олені, лані, козулі. На заболочених ділянках можна побачити кабанів і ведмедів. У високогірних областях пастухи, які досі ведуть напівкочовий спосіб життя і відводять стада на літо в гори, часто зустрічають вовків і ведмедів. Іноді останні навіть насмілюються залізати в літні хатини пастухів і кошари.
У Букумірському озері, розташованому на висоті 1430 м над рівнем моря живе незвичайна хребетна тварина — тритон (Triturus).
Під спокійною гладдю Скадарського озера, на якій погойдуються латаття (Nymphaea), плавають численні зграї риб — коропи (Cyprinus carpio), верховодки (Alburnus alburnus), форелі.

### Орнітофауна
У Чорногорії представлено 3/4 видів європейської орнітофауни. В акваторії Скадарського озера живе найбільша в Європі популяція птахів. Тут можна побачити колонії пеліканів, бакланів, чапель, чорних ібісів. Серед птахів поширені хижаки — яструб, шуліка, золотий орел. Не випадково символіка державного прапора Чорногорії — золотий двоголовий орел на червоному тлі.

## Стихійні лиха та екологічні проблеми

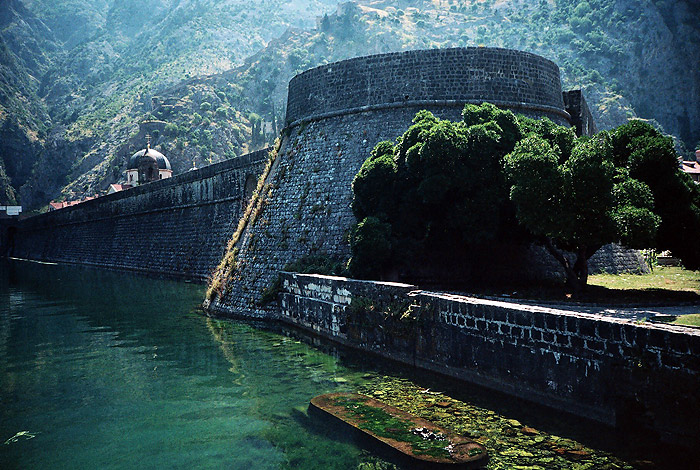
Стара частина міста Котор

У районах інтенсивного туризму, наприклад в Которі, спостерігається забруднення прибережних районів стічними водами.

## Охорона природи
Згідно конституції Чорногорії, республіка є «екологічною державою», під різними природоохоронними режимами знаходиться 8,1 % території (в тому числі національні парки Дурмітор, Ловчен, Біоградська гора і Скадарське озеро).